# ویتوروژ
ویتوروژ (به لاتین: Witoroż) یک روستا در لهستان است که در گمینا درلوو واقع شده‌است.